# Camila Monteiro
Camila Barbosa Monteiro est une joueuse brésilienne de volley-ball née le 17 janvier 1988 à Paracatu (Minas Gerais). Elle mesure 1,85 m et joue au poste de centrale. 

## Clubs
| Club                    | De        | À         |
| ----------------------- | --------- | --------- |
| Minas Tênis Clube       | 2003-2004 | 2008-2009 |
| Praia Clube             | 2009-2010 | 2011-2012 |
| Rio do Sul              | 2012-2013 | 2016-2017 |
| São Caetano             | 2017-2018 | 2017-2018 |
| Esporte Clube Pinheiros | 2018-2019 | 2019-2020 |
| Osasco Voleibol Clube   | 2020-2021 | …         |

## Palmarès

### Équipe nationale
- Championnat du monde des moins de 18 ans
  - Vainqueur : 2005.
- Championnat d'Amérique du Sud  des moins de 20 ans
  - Vainqueur : 2006.
- Championnat du monde des moins de 20 ans
  - Vainqueur : 2007.
- Coupe panaméricaine
  - Finaliste : 2007.

### Distinctions individuelles
- Championnat du monde de volley-ball féminin des moins de 20 ans 2007: Meilleure contreuse[2].